# Steingraeber (Klavierhersteller)

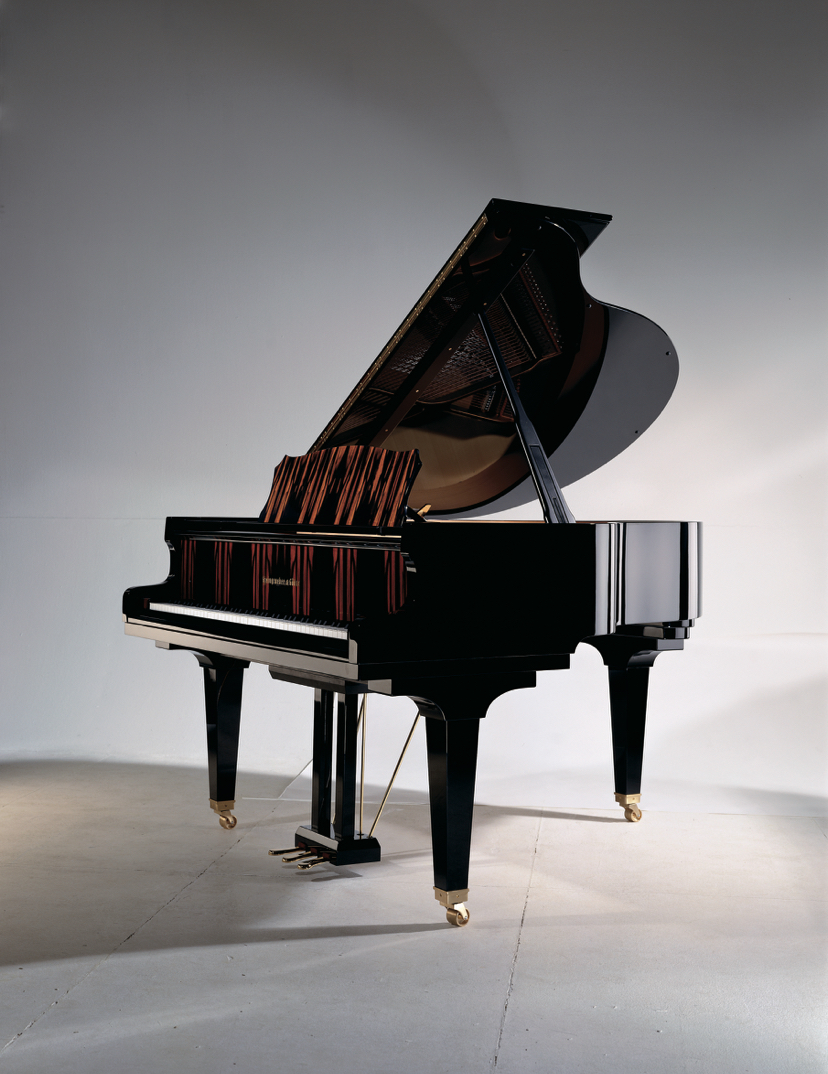
Salonflügel A-170 mit Makassar-Furnier (2018)

Die Klaviermanufaktur Steingraeber (bis 2022 Steingraeber & Söhne) ist ein deutscher Hersteller von Flügeln und Klavieren. Das 1852 gegründete Familienunternehmen kam 1871 nach Bayreuth, wo bis heute die Instrumente gefertigt werden. Fanny und Alban Steingraeber leiten es in siebter Generation. Steingraeber entwickelte und baute für die Uraufführung des Parsifal 1882 das Gralsglockenklavier. Das historische Steingraeber-Haus dient als Probebühne für die Bayreuther Festspiele.

## Geschichte

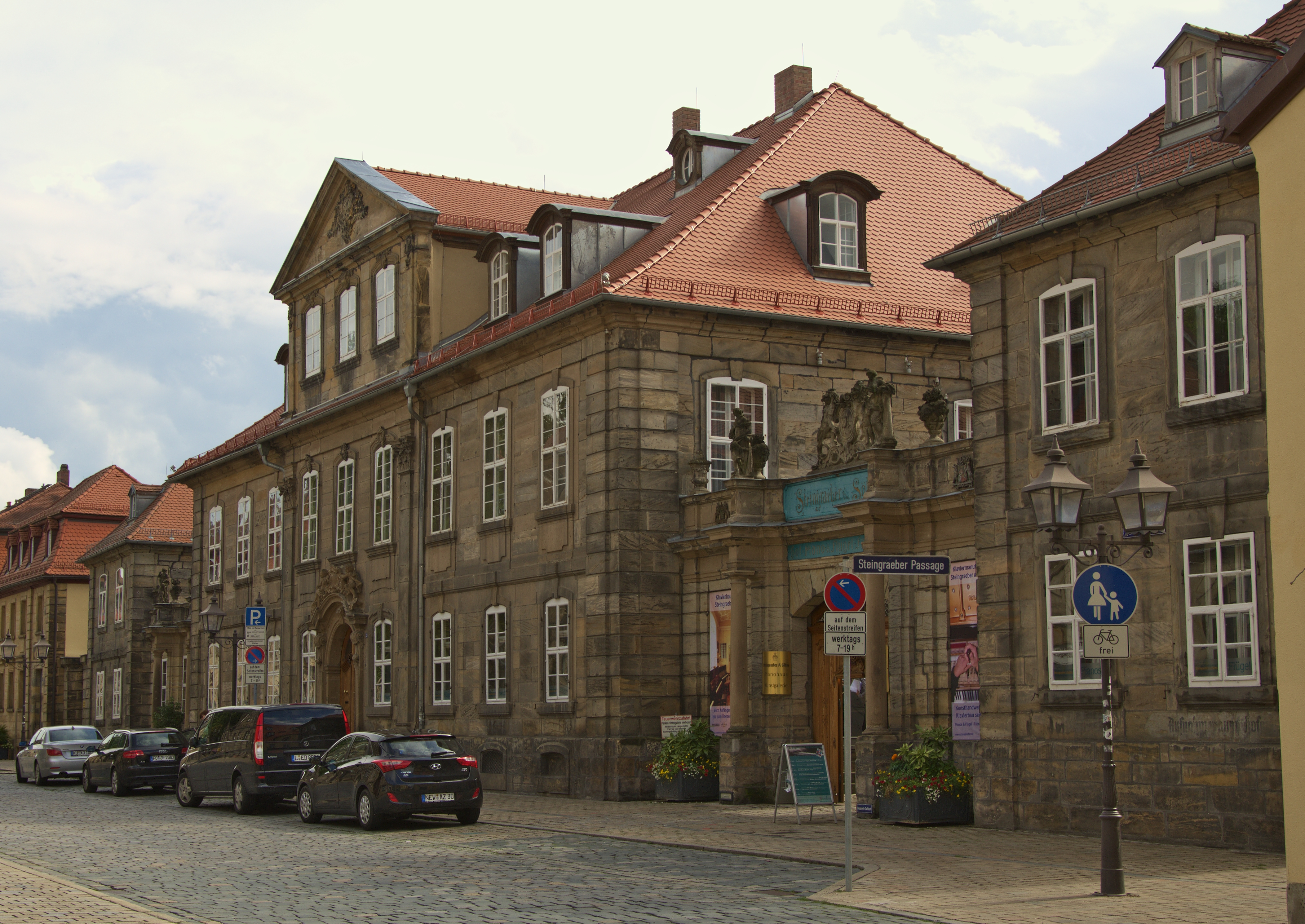
Das Steingraeber-Haus in Bayreuth

Vorläufer des Unternehmens war eine Cembalobauerfamilie in Thüringen, die später als Instrumentenbauer in Neustadt an der Orla ansässig war. 1820 wurde dort die erste Klavier- und Orgelwerkstatt von Johann Gottlieb Steingraeber gegründet. Dessen Neffe, der 1823 geborene Eduard Steingraeber, ging bei ihm in die Lehre und arbeitete in seinen Wanderjahren unter anderem in Wien im Betrieb der Klavierbauerin Nannette Streicher, Tochter des bekannten Augsburger Klavierbauers Johann Andreas Stein. Eduard Steingraeber durfte den Komponisten und Klaviervirtuosen Franz Liszt auf seinen Konzerttourneen als sein Klavierstimmer begleiten, die dieser bei seinen Konzerten regelmäßig demolierte.

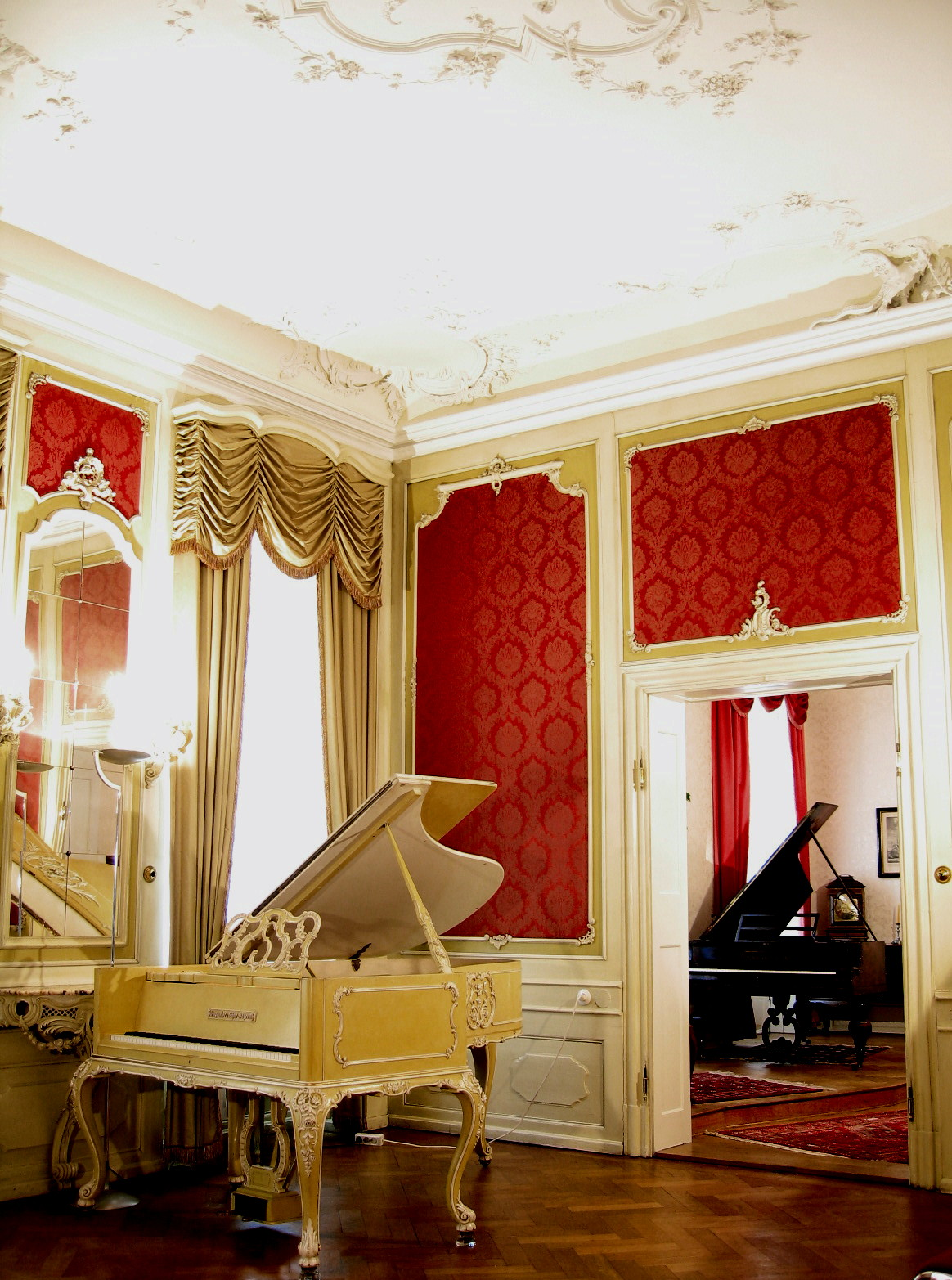
Rokokosaal mit Liszt-Flügel

1852 gründete Eduard Steingraeber in Bayreuth die Pianofortefabrik Steingraeber, wo er seinen  ersten Flügel herstellte. 1871 kaufte Steingraeber das sog. Liebhardtsche Palais in der Friedrichstraße und machte es zum Hauptsitz des Unternehmens. Es handelt sich dabei um einen der wenigen erhaltenen Rokokobauten der Stadt. Seitdem trägt es die Bezeichnung Steingraeber-Haus. Rasch entwickelte sich das Unternehmen zur größten bayerischen Klavierfabrik.
Seit Beginn der Bayreuther Festspiele im Jahr 1876 ist Steingraeber Lieferant für diese und die Familie Wagner. So erhielt man 1881 von Richard Wagner den Auftrag zum Bau des sogenannten Gralsglockenklaviers, das in den Tempelszenen des Parsifal eingesetzt wird. Im Jahre 1898 wurde neben dem Steingraeber-Haus die neue Produktionsstätte in der Dammallee eröffnet. Dort werden noch heute die Instrumente gefertigt.
Neben Richard Wagner und Franz Liszt zählten auch Engelbert Humperdinck, Richard Strauss und Alfred Cortot zu berühmten Gästen des Hauses. Liszt selbst musizierte im bis heute original erhaltenen Rokokosaal des Hauses. Der dort befindliche sog. Liszt-Flügel wird nach wie vor im Rahmen von Konzerten bespielt.
Mit Lilly Steingraeber stand ab 1907 erstmals eine Frau an der Spitze des Unternehmens. In den ersten Jahren nach dem Zweiten Weltkrieg stellte die Firma Möbel und Radiogehäuse her, womit sie 38 Personen beschäftigen konnte und zu 40 % ausgelastet war. Die kontinuierliche Produktion von Flügeln war von 1940 an unterbrochen und wurde erst 1972 unter der Leitung von Heinrich und Magdalene Schmidt wieder aufgenommen.
Udo Schmidt-Steingraeber übernahm infolge des Todes seines Vaters das Unternehmen im Jahre 1980. Im Zuge seiner Firmenleitung erfolgten umfassende Innovationen und Erneuerungen der Marke. Das Steingraeber-Haus erfuhr bauliche Veränderungen und beherbergt mittlerweile mehrere Konzert- und Auswahlsäle, sowie Künstlerappartements, die den Gästen des Hauses zur Verfügung stehen. Daneben werden im Instrumentenmuseum Exponate aus der Geschichte der Marke gezeigt und ein Einblick in die Arbeit der Klavierbauer gegeben. Zu sehen sind neben Eduard Steingraebers Opus 1. auch erhaltende originale Radiogehäuse aus der Nachkriegszeit.
Es findet ein umfangreicher Konzertbetrieb mit über einhundert Veranstaltungen im Jahr statt. Hierzu zählt seit 1988 das Festival „Zeit für neue Musik“, welches in Zusammenarbeit mit dem Komponisten und Pianisten Helmut Bieler entstand. Das Steingraber-Haus ist ein Austragungsort des Franz-Liszt-Klavierwettbewerbs Weimar-Bayreuth. Im Rahmen des von Steingraeber initiierten und ausgerichteten Bayreuther Klavierfestivals traten namhafte Künstler wie Fazil Say, Edith Fischer, Martha Argerich, Alfred Brendel, Cyprien Katsaris, Daniil Olegowitsch Trifonow und Elisabeth Leonskaja bei Veranstaltungen im Markgräflichen Opernhaus, der Stadthalle Bayreuth und in den eigenen Konzerträumen auf.

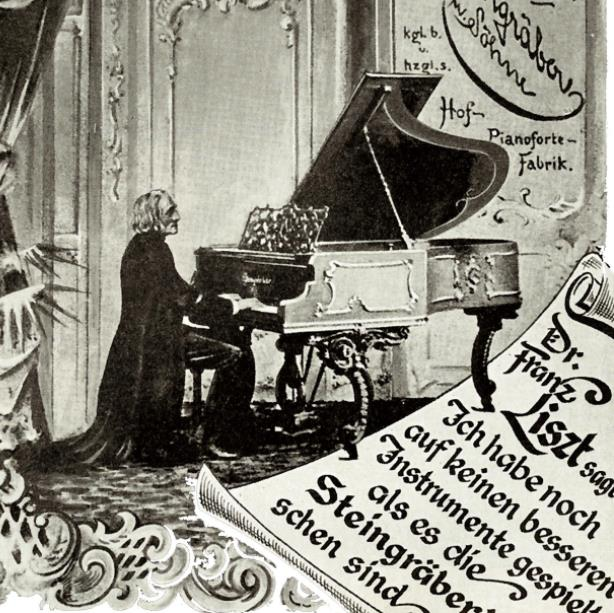
Franz Liszt im Rokokosaal des Steingraeber-Hauses. Zeitgenössische Darstellung aus den 1860er Jahren.

Flügel und Klaviere von Steingraeber sind in Konzertsälen auf der ganzen Welt vertreten, darunter in der Philharmonie Berlin, dem Musiktheater Malmö und der Mailänder Scala.
Seit 1982 werden im Innenhof und im Rokokogarten des Steingraeber-Hauses die Wagner-Adaptionen von Uwe Hoppe und der Studiobühne Bayreuth aufgeführt. In der zum Haus gehörenden Galerie werden wechselnde Ausstellungen gezeigt. Neben musik- und musikhistorischen Themen stellten auch Künstler wie Alfred Hrdlicka dort aus.
Heutzutage haben sich über 30 Mitarbeiter, darunter 12 Klavierbauer, auf die traditionelle Fertigung von Qualitäts-Klavieren spezialisiert. So werden beispielsweise für das Gehäuse Vollholz und keine Spanplatten verwendet. Auch bei der Behandlung der Gehäuseoberflächen werden alternativ zu Polyester und Kunstharzlacken Schellack und Wachs verwendet. Innovativ wurde ein sehr leichter Flügeldeckel entworfen, der bei komplettem Akustikerhalt nur ein Drittel eines gewöhnlichen Deckels wiegt. Das Unternehmen bildet Klavier- und Cembalobauer aus.
Seit der Firmengründung wurden über 40.000 Flügel und Klaviere produziert. Zur Produktpalette gehören drei Pianomodelle und fünf Flügeltypen. Das Unternehmen ist jährlich auf den großen Klavier- und Flügelmessen vertreten, darunter ist die NAMM Show.
Für den von Roland Emmerich produzierten Film The Magic Flute – Das Vermächtnis der Zauberflöte war Steingraeber 2022 offizieller Instrumentenpartner. Im selben Jahre erfolgte die Eröffnung einer Dauerausstellung der weltweit größten Sammlung von Fotografien von Franz Liszt.
Im Zusammenhang mit der Firmenfortführung durch die siebte Generation, die Geschwister Fanny und Alban Steingraeber im Jahr 2023, wurde das Markenlogo geändert und das „& Söhne“ gestrichen.

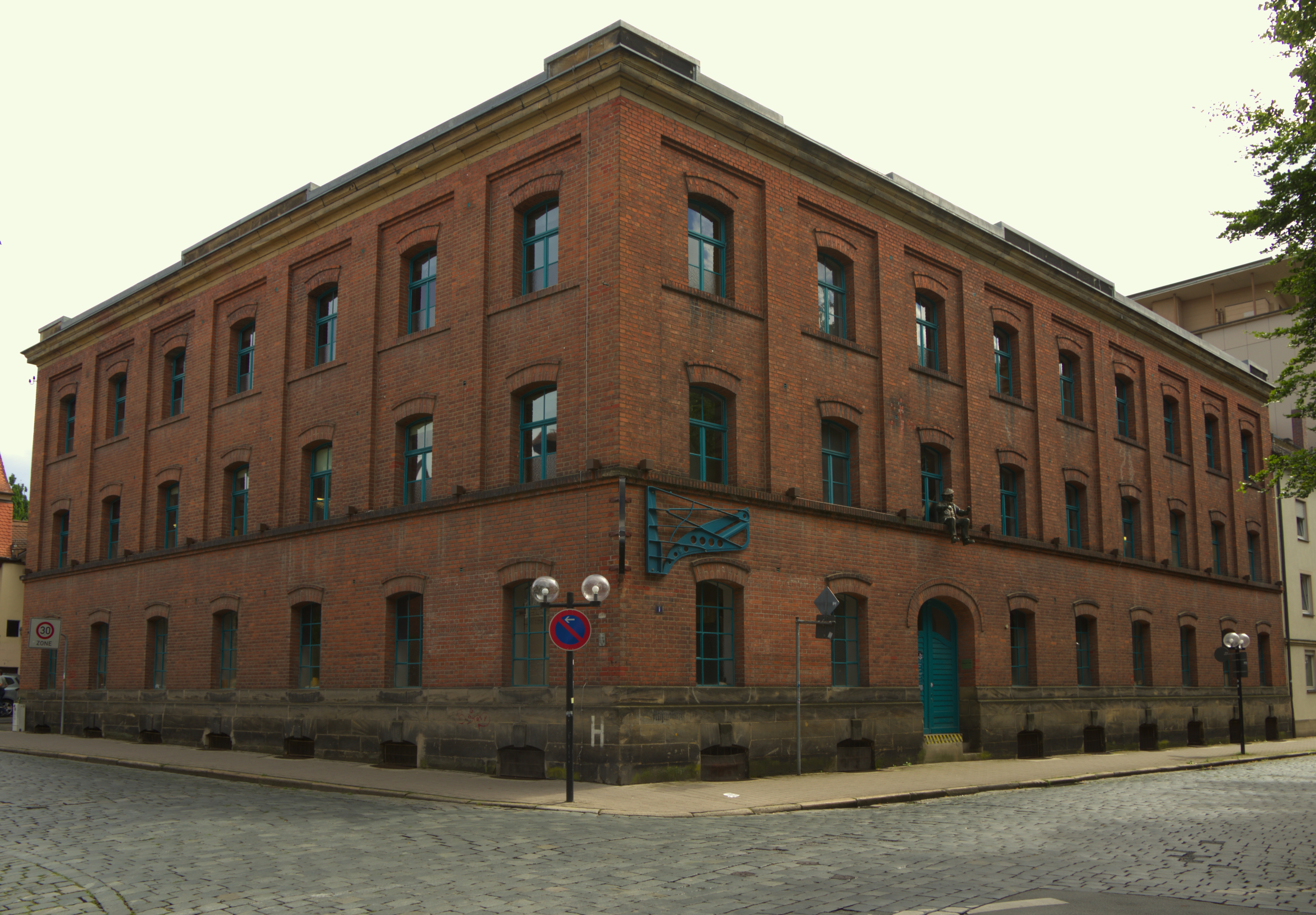
Produktionsstätte in der Dammallee

## Innovationen und Entwicklungen

### „Sordino“
Steingraeber bietet für Flügel eine als „Sordino“ benannte Funktion an. Dabei kann ein Filz zwischen Hammer und Saiten geschoben werden, womit Tonänderungen in vielfältiger Weise möglich sind. Die Innovation geht auf eine Anregung des Pianisten Jura Margulis zurück. Die Technik ist aus dem späten 18. Jahrhundert bekannt, verschwand aber bis ins 19. Jahrhundert aus den Klavieren wieder. Der Name stammt von der Ähnlichkeit zu dem Sordino von Streichinstrumenten, wenn dies auch mit der eingebauten Technik soweit nichts zu tun hat.
Einen großen Bekanntheitsgrad erreichte die Technik durch Einspielungen von Martha Argerich und Martin Stadtfeld.

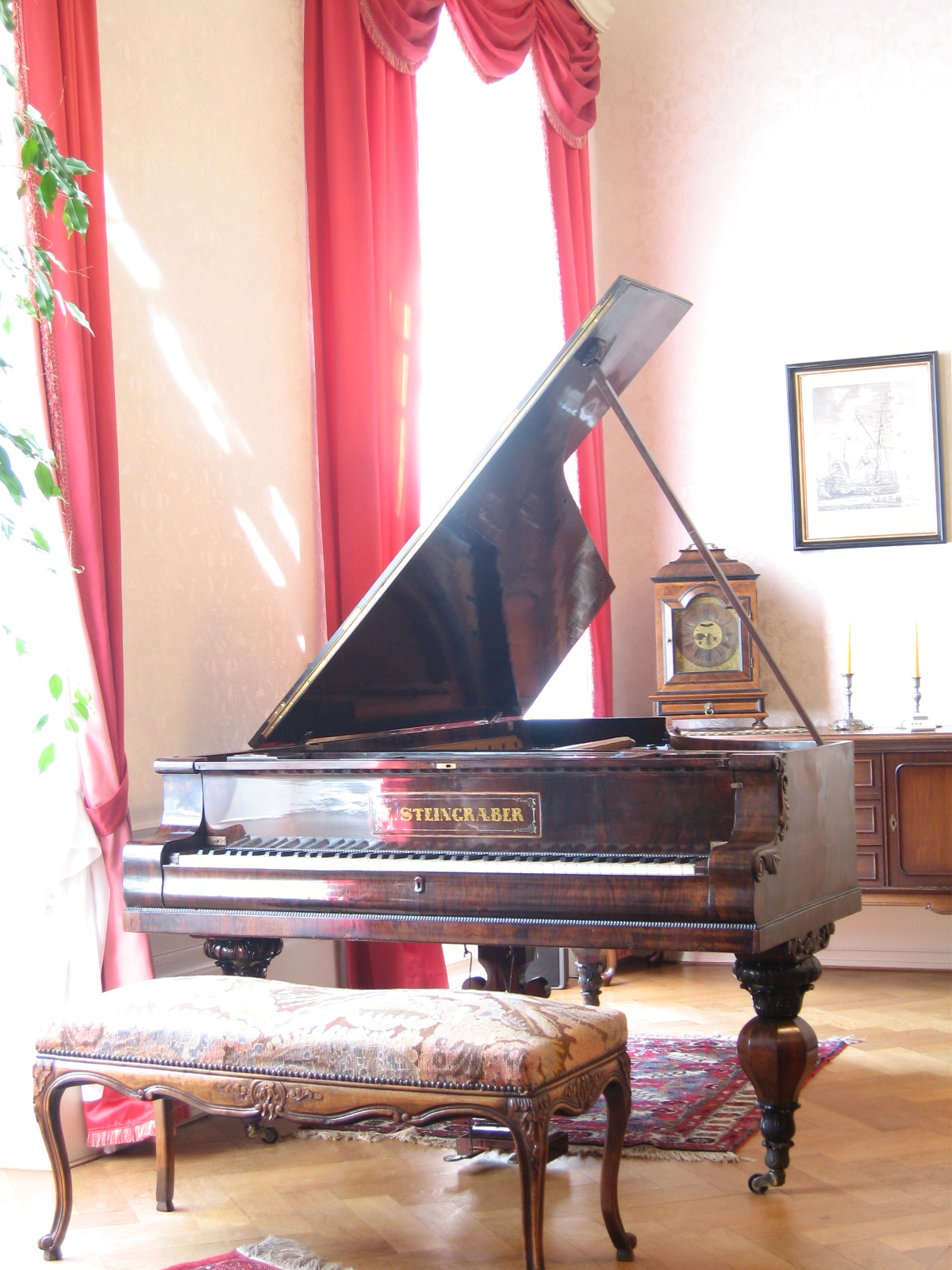
Eduard Steingraebers Opus 1 im Steingraeber-Haus

### „Mozart-Zug“
Im Gegensatz zu Klavieren aus dem 18. Jahrhundert, weisen heutige Instrumente einen viel höheren Tastentiefgang auf. Hammerflügel hatten einen Tastentiefgang von 5 mm, heutige Klaviere bis über 10 mm. Dies hat zur Folge, dass Pianisten vor der Herausforderung stehen, dass eine schnelle Repetition von Tönen bei alten Spielarten schwieriger möglich ist. Hierfür gibt es bei Steingraeber die Möglichkeit, eine als „Mozart-Zug“ benannte Ausführung in das Instrument einbauen zulassen, als Knie- oder Handhebel. Mit ihr ist es möglich, den Tastentiefgang zu verstellen, sodass das Spielen von älteren Werken, die auf einen niedrigen Tastentiefgang ausgelegt waren, leichter möglich ist.

### Transducer
2017 stellte Steingraeber zum ersten Mal das in Kooperation mit Robert HP Platz und dem Experimentalstudio des SWR entstandene Flügelmodell mit Transducern vor. Diese versetzen den Resonanzboden in Schwingung. Mittels der Software Pianoteq ist es möglich, dass auch historische Stimmungen und unterschiedliche Klangcharakteristiken nebst allen nur möglichen Musik- und Soundaufnahmen übertragen werden können. Platz komponierte eigene, extra für diese Technik ausgelegte Stücke.

### Weitere Innovationen
Neben allerlei weiteren Innovationen und Ausstattungsmöglichkeiten bietet Steingraeber seit 2023 als erster europäischer Klavierbauer seine Instrumente wahlweise mit besonders schmalen Klaviaturen an. Diese Ausführungen umfassen Klaviaturen mit einer Breite von 14 cm oder 15,2 cm pro Oktave anstatt der üblichen 16,5 cm. Es wurden ein eigenes spezielles Pedalsystem für Rollstuhlfahrer, sowie eine eigene Stummschaltungsmechanik entwickelt.
Auf der Frankfurter Musikmesse 2008 wurde das neue Flügelmodell mit einer Länge von 232 cm vorgestellt, und auch ein Flügel mit einem Resonanzboden aus Carbon. Sinn einer solchen Bauweise ist eine erhöhte Stabilität der Stimmung von Instrumenten, die extremen Klimaschwankungen ausgesetzt sind, beispielsweise Flügel, die in den Tropen stehen oder bei Open-Air-Konzerten gespielt werden.

Logo bis 2022

Die Mechanik des linken Pedals ist erweitert: Tritt man das linke Pedal, so verursacht dies erst die gewohnte Verschiebung der Mechanik. Tritt man das Pedal noch weiter, so heben sich die Hämmer näher zu den Saiten, ähnlich wie beim Pianino. Damit wird das Spiel im extremen Pianissimo erleichtert.
Steingraeber hat für das Modell „Phönix“ eine alternative Führung der Saiten über den Steg entwickelt, basierend auf bereits früher probehalber realisierten Überlegungen. Normalerweise werden die Saiten von zwei Stegstiften im Zickzack über den Steg geführt. Bei der Alternative mittels Rollen-Steg-Klemmagraffen wird die Saite durch eine Metallrolle von oben auf den Steg gedrückt. Zudem ist der Saitendruck durch einen höhenverstellbaren Anhangstift justierbar. Hintergedanken dieser Konstruktion sind ein gleichmäßiger Saitendruck auf den Steg und somit eine bessere Energieübertragung, und auf Grund der wegfallenden großen Reibung der Saiten an den Stegstiften eine optimierte Stimmbarkeit und Stimmhaltung. Diese Besonderheiten fließen vorerst nicht serienmäßig in die Flügelproduktion ein, sondern sind als Option gegen Aufpreis bestellbar. Bei Steingraeber ist alternativ statt der normalen, belederten Hammerrolle der Flügelmechanik auch eine Kugellagerung lieferbar. Damit werden eine reibungsärmere Auslösung des Stößels und eine Verbesserung der Repetition ermöglicht.
Für Klaviere entwickelte Steingraeber die sogenannte „Steingraeber Ferro Magnet“ (SFM)-Mechanik, in welcher Magnete zu einem flügelähnlicheren Spielgefühl beitragen sollen. Anstatt durch eine Feder wird bei Pianinos die Stoßzunge nach dem Auslösen durch in die Spitze der Stoßzunge und in die Hammernuss eingearbeitete Magnete zurück in ihre Eingriffsstellung gebracht. Dieses System ist wartungsfrei und bewirkt eine exaktere und schnellere Repetition.

## Modelle

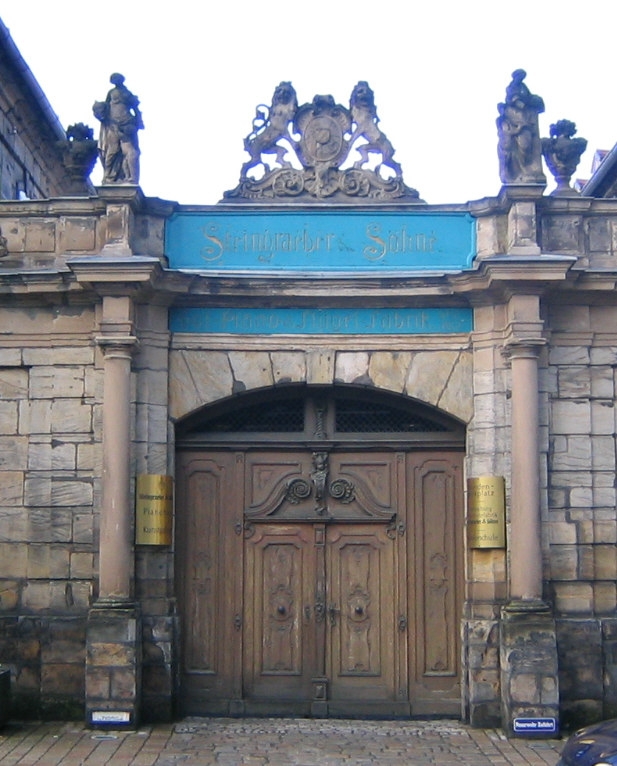
Hofeinfahrt

Pianos werden in den Baugrößen von 122 cm und 130 cm Höhe hergestellt; das Konzertklavier 138 ist zudem von Steingraeber das aktuell größte aufrechte Serienklavier.
Die fünf Flügelmodelle umfassen die Salonflügel mit einer Länge von 170 cm und 192 cm, den Kammerkonzertflügel mit 212 cm, den Semi-Konzertflügel mit 232 cm und den Konzertflügel mit 276 cm.
Die Produktion des kleinsten Klaviers dauert ungefähr 7 Monate, die des größten Flügels etwa 14 Monate. Steingraeber baut etwa einhundert Instrumente im Jahr.
Daneben werden Sondermodelle angefertigt. Neben der Auswahl unter verschiedenen Holzarten und Möbelformen reicht dies bis zu künstlerischen und visionären Designgestaltungen. Berühmte Designer waren bereits Bruno Paul und Jørn Utzon.

## Preise und Auszeichnungen
Steingraeber erhielt im Laufe seiner Unternehmensgeschichte zahlreiche Preise und Auszeichnungen. Das Klavier in der Höhe von 138 cm wurde als weltbestes ausgezeichnet und besitzt Flügelqualität. Das Konzertklavier und der Transducer-Flügel wurden 2022 vom SZ Institut und Statista als „Deutschland Favorit“ ausgezeichnet.
Im Jahre 2018 wurde das Unternehmen mit dem Exportpreis Bayern in der Kategorie Handwerk geehrt sowie dem Zukunftspreis der Handwerkskammer für Oberfranken.
Seit 2022 ist Steingraeber Teil der von Florian Langenscheidt und dem Zeitverlag herausgegebenen Deutsche Standards - Marken des Jahrhunderts. Im selben Jahr erhielt das Unternehmen den Denkmalpreis des Bezirks Oberfranken. Zusammen mit Instrumenten von C. Bechstein, Blüthner, Bösendorfer, Fazioli, Petrof und Steinway & Sons wird Steingraeber zur Spitzenklasse im Bereich Klaviere und Flügel gezählt.